# Emilie Burckhardt-Burckhardt
Emilie Burckhardt-Burckhardt (Arlesheim, 2 september 1852 - Bazel, 4 augustus 1909) was een Zwitserse filantrope en feministe.

## Biografie
Emilie Burckhardt-Burckhardt was een dochter van Lukas Gottlieb Burckhardt en van Laura Alioth. Ze huwde Adolf Nathanael Burckhardt in 1873.
Nadat ze aanvankelijk privéles had gekregen, ging ze later naar school in Morges. Ze woonde van 1873 tot 1875 met haar echtgenoot in Liestal, van 1875 tot 1903 in Nieder-Schönthal (Füllinsdorf) en van 1903 tot 1909 als weduwe in Bazel. Als vermogende dame zette ze zich in in de sociale bijstand, de vorming van meisjes en de ondersteuning van werkende gezinnen. Ze richtte ook verschillende zondagsscholen en meisjesverenigingen op. Daarnaast was ze voorzitster van de vereniging Freundinnen junger Mädchen. In Bazel werkte ze in de sociale bijstand en jeugdwerk.